# Warrumbungle National Park
Warrumbungle National Park är en park i Australien. Den ligger i delstaten New South Wales, i den sydöstra delen av landet, omkring 360 kilometer nordväst om delstatshuvudstaden Sydney. Warrumbungle National Park ligger 620 meter över havet.
Trakten runt Warrumbungle National Park är nära nog obefolkad, med mindre än två invånare per kvadratkilometer.. Det finns inga samhällen i närheten. 
I omgivningarna runt Warrumbungle National Park växer huvudsakligen savannskog. Genomsnittlig årsnederbörd är 725 millimeter. Den regnigaste månaden är februari, med i genomsnitt 143 mm nederbörd, och den torraste är oktober, med 9 mm nederbörd.